# 雄物川渡河作戦
雄物川渡河作戦（おものがわとかさくせん）は、戊辰戦争のひとつ秋田戦争で、庄内藩軍が雄物川を渡河して、新政府軍の久保田藩と交戦した作戦である。

## 経緯
慶応4年9月7日（1868年10月22日）午前2時、酒井了恒（吉之丞）率いる庄内軍二番大隊は大曲を出発して、大平山の新政府軍に気づかれないように行軍し、夕方には円行寺の集落に到着した。
9月8日の早朝に二番大隊が円行寺を出発した。午前8時、四番大隊が先に渡河して、対岸で久保田藩との戦闘を開始していた。福部羅（現在の大仙市協和小種）付近では梅津千代吉、戸村大学、志田内蔵助の久保田軍三隊が守備していたが、火縄銃しか装備していなかった久保田軍は油断していたせいもあり大敗北して、夕方になり上淀川方面に潰走した。梅津隊長以下37名が戦死、9名が負傷した。
四番大隊の伝令を受け二番大隊は、太鼓、喇叭を鳴らして進撃し、午後2時過ぎに木爪沢より渡河した。大部隊の渡河で予想外に手間取った二番隊の本営が渡河を完了した時には、久保田兵の姿はなかった。
新政府軍は重要な防衛線である雄物川を突破されたという大失態であり、二番大隊は念願の雄物川を渡河して、刈和野方面に進撃することになった。